# Амосовська
Амосовська (рос. Амосовская) — присілок в Онезькому районі Архангельської області Російської Федерації.
Населення становить 33 особи. Входить до складу муніципального утворення Порозьке поселення.

## Історія
Від 2004 року входить до складу муніципального утворення Порозьке поселення.

## Населення
| 2002 | 2010 | 2012 |
| ---- | ---- | ---- |
| 19   | ↗28  | ↗33  |